# Amtsgericht Moosburg

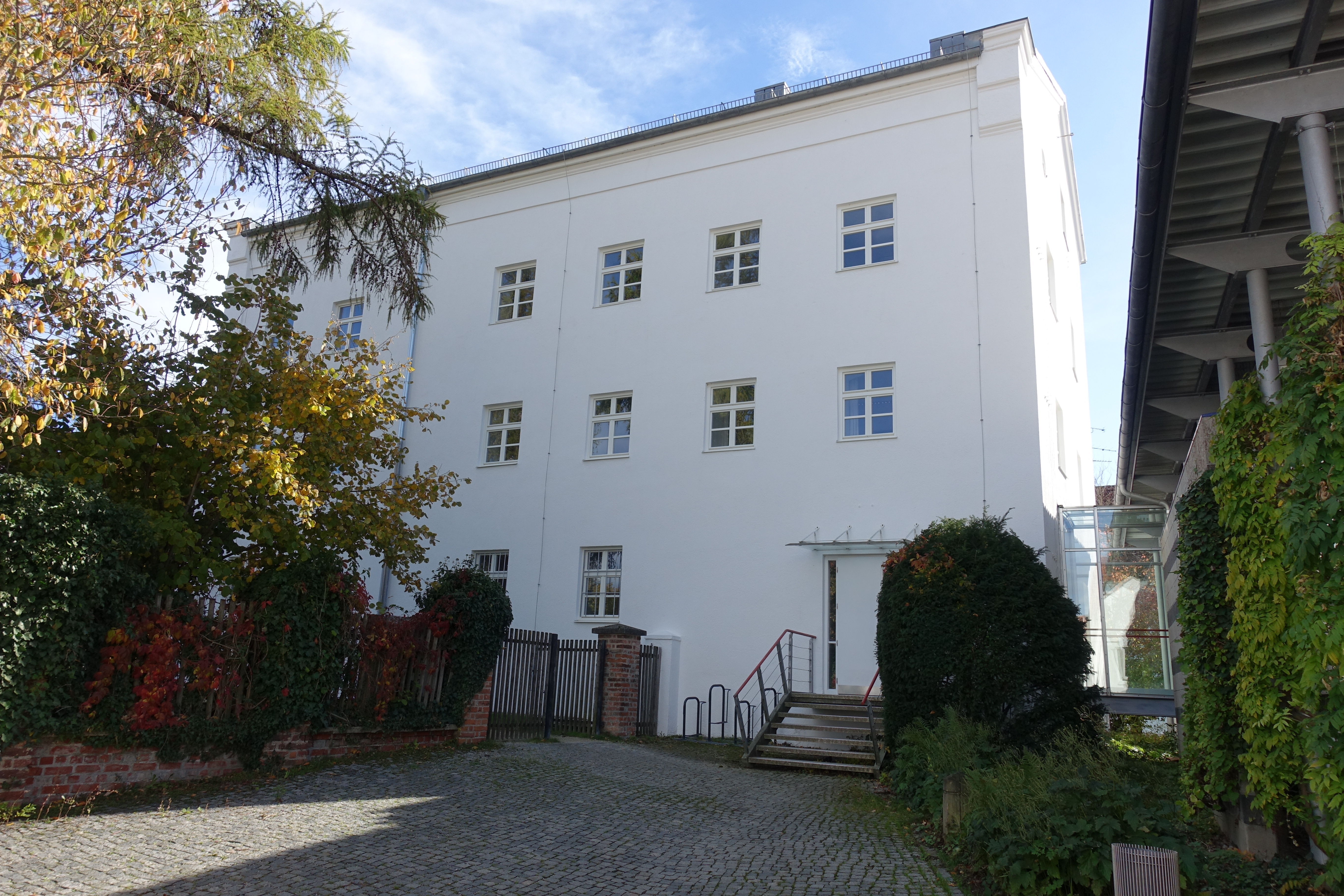
Ehemaliges Land- bzw. Amtsgericht in Moosburg an der Isar

Das Amtsgericht Moosburg war ein Gericht der ordentlichen Gerichtsbarkeit in Moosburg an der Isar. Es bestand von 1879 bis 1973, wurde dann in eine Zweigstelle des Amtsgerichts Freising umgewandelt und im Jahr 2006 aufgelöst.

## Geschichte
Bereits 1329 wird das Landgericht Moosburg (auch als Pfleggericht bezeichnet) erstmals erwähnt. 1803 wurden im Zuge von Verwaltungsreformen in Bayern die Landgerichte neu organisiert. Das Landgericht Moosburg blieb erhalten und wurde 1808 dem Isarkreis zugeordnet, der 1837 die Bezeichnung Oberbayern erhielt. Am 11. Juli 1841 wurden die Steuerdistrikte Güntersdorf, Sünzhausen und Schweitenkirchen dem Landgericht Pfaffenhofen zugeordnet. Am 8. August 1857 wurden 15 nördliche Gemeinden dem Landgericht Mainburg zugeordnet. Die Landgerichte im Königreich Bayern als Gerichts- und Verwaltungsbehörden gingen 1862 in administrativer Hinsicht in den Bezirksämtern auf. So gingen die Reste der Verwaltungszuständigkeiten des Landgerichts Moosburg an das Bezirksamt Freising. Die verbleibenden Rechtspflegeeinrichtungen in Moosburg behielten zunächst die Bezeichnung Landgericht. Als Eingangsinstanz der niederen Gerichtsbarkeit wurden die bisherigen Landgerichte 1879 durch das Gerichtsverfassungsgesetz reichseinheitlich in Amtsgericht umbenannt, so auch in Moosburg. Das Amtsgericht Moosburg wurde 1973 in eine Zweigstelle des Amtsgerichts Freising umgewandelt und zum 1. Februar 2006 endgültig aufgelöst.

## Baugeschichte
Das denkmalgeschützte Gebäude ist ein freistehender dreigeschossiger Trakt mit steilem Satteldach aus dem  Ende des 19. Jahrhunderts, auf baulicher Grundlage des 1207 erstmals genannten Schlosses der Grafen von Moosburg, 1551 dann Schloss Thurn genannt. Heute befindet sich hier das Amt für Ernährung, Landwirtschaft und Forsten Erding, Außenstelle Moosburg.